# Ralph Lauren (parfums)
Les parfums Ralph Lauren sont une licence de produits cosmétiques créée par le styliste Ralph Lauren et propriété du groupe L'Oréal depuis 1985.

## Historique
Les parfums Ralph Lauren sont créés en 1978 par Warner Cosmetics, filiale de Warner Communications, et sont repris par L'Oréal en 1984.

## Parfums
- 1978 :
  - Polo (masculin)
  - Lauren (féminin)
- 1991 : Polo Crest (masculin)
- 1994 : Polo Sport (masculin)
- 1997 :
  - Polo Sport Extrême (masculin)
  - Polo Sport Woman (féminin)
- 1998 : Romance (féminin)
- 1999 : Romance Men (masculin)
- 2000 :
  - Ralph (féminin)
  - Romance For Men (masculin)
- 2001 : Glamourous (féminin)
- 2003 :
  - Polo Blue (masculin)
  - Purple Label (masculin)
- 2004 : Ralph Cool (féminin)
- 2005 : 
  - Polo Blue (féminin)
  - Polo Black (masculin)
  - Glamourous Daylight (féminin)
  - Lauren Style (féminin)
  - romance Men Silver (masculin)
- 2007 : Polo Explorer (mixte)
- 2010 : collection de 3 fragrances Big Pony (masculin)
- 2012 : collection de 3 fragrances Big Pony (féminin)